# Horodenka (huyện)
Huyện Horodenka (tiếng Ukraina: Городенківський район, chuyển tự: Horodenkas’kyi raion) là một huyện của tỉnh Ivano-Frankivsk thuộc Ukraina. Huyện Horodenka có diện tích 747 kilômét vuông, dân số theo điều tra dân số ngày 5 tháng 12 năm 2001 là 60804 người với mật độ 81 người/km2. Trung tâm huyện nằm ở Horodenka.